# La regina Carlotta: Una storia di Bridgerton
La regina Carlotta: Una storia di Bridgerton è una miniserie televisiva statunitense, spin-off di Bridgerton, ideata e prodotta da Shonda Rhimes, ispirata alle vicende storiche che hanno interessato la Regina consorte del Regno Unito Carlotta di Meclemburgo-Strelitz. La serie ha debuttato il 4 maggio 2023 su Netflix.

## Trama
La miniserie spin-off incentrata sulla regina Carlotta è composta da due trame: una nel presente di Bridgerton, che inizia nel 1817 con la morte dell'erede reale, la principessa Carlotta Augusta, un evento che induce la regina a fare pressioni sui suoi figli affinché si sposino e produrre un altro erede reale; l'altro inizia nel 1761 con l'incontro e il matrimonio di Carlotta con re Giorgio III. Quest'ultimo esplora il matrimonio del re e della regina e la sua malattia mentale.

## Personaggi e interpreti

### Personaggi principali
- Carlotta di Meclemburgo-Strelitz (da giovane), interpretata da India Amarteifio, doppiata da Veronica Benassi.
  - Carlotta di Meclemburgo-Strelitz (da adulta), interpretata da Golda Rosheuvel, doppiata da Barbara Castracane.
- Giorgio III d'Inghilterra (da giovane), interpretato da Corey Mylchreest, doppiato da Andrea Oldani.
- Lady Agatha Danbury (da giovane), interpretata da Arsema Thomas, doppiata da Ludovica Bebi. È una dama di compagnia della regina Carlotta.
  - Lady Agatha Danbury (da adulta), interpretata da Adjoa Andoh, doppiata da Alessandra Cassioli. È una decana della società londinese dalla lingua tagliente e perspicace.
- Brimsley (da giovane), interpretato da Sam Clemmett, doppiato da Gabriele Patriarca. È il valletto della regina.
  - Brimsley (da adulto), interpretato da Hugh Sachs, doppiato da Guido Sagliocca.
- Reynolds, interpretato da Freddie Dennis, doppiato da Gabriele Pellicanò. È il valletto del re.
- Augusta di Sassonia-Gotha-Altenburg, principessa vedova del Galles, interpretata da Michelle Fairley, doppiata da Emanuela Rossi. È la madre del re Giorgio III.
- Violet Bridgerton (nata Ledger), viscontessa vedova Bridgerton (da adulta), interpretata da Ruth Gemmell, doppiata da Barbara De Bortoli. È la figlia di Lord e Lady Ledger ed è la madre dei Bridgerton.
- Lady Whistledown (voce), interpretato da Julie Andrews, doppiato da Melina Martello. È un'autrice di rubriche di gossip.

### Personaggi ricorrenti
- Adolfo Federico IV di Meclemburgo-Strelitz, interpretato da Tunji Kasim, doppiato da Ezzedine Ben Nekissa. È il fratello maggiore della regina Carlotta.
- Lord Herman Danbury, interpretato da Cyril Nri. È il marito di Lady Danbury.
- Coral, interpretata da Peyvand Sadeghian. È la cameriera di Lady Danbury.
- Giorgio IV del Regno Unito, interpretato da Ryan Gage. È il principe reggente del Regno Unito, figlio maggiore della regina Carlotta e del re Giorgio III e futuro re.
- Adolfo, duca di Cambridge, interpretato da Joshua Riley. È il settimo figlio della regina Carlotta  e del re Giorgio III.
- Edoardo Augusto duca di Kent e Strathearn, interpretato da Jack Michael Stacey. È il quarto figlio della regina Carlotta  e del re Giorgio III.
- Guglielmo IV del Regno Unito, interpretato da Seamus Dillane. È il terzo figlio della regina Carlotta  e del re Giorgio III e futuro re.
- Sofia di Hannover, interpretata da Eliza Capel. È la quinta figlia della regina Carlotta e del re Giorgio III.
- Simon Harcourt, I conte Harcourt, interpretato da Neil Edmond.
- John Stuart, III conte di Bute, interpretato da Richard Cunningham. È il primo ministro del Regno Unito.
- Violet Ledger (da giovane), interpretata da Connie Jenkins-Greig.
- Dottore John Monro, interpretato da Guy Henry. È il medico del re.
- Lord Ledger, interpretato da Keir Charles. È il padre di Violet.

### Guest star
- Elisabetta di Hannover, interpretata da Sabina Arthur. È la terza figlia della regina Carlotta e del re Giorgio III.
- Augusto Federico di Hannover, interpretato da Ben Cura. È il sesto figlio della regina Carlotta e del re Giorgio III.
- Ernesto Augusto I di Hannover, interpretato da Harvey Almond. È il quinto figlio della regina Carlotta e del re Giorgio III.
- Lady Vivian Ledger, interpretata da Katie Brayben. È la madre di Violet.
- Augusta Sofia di Hannover, interpretata da Helen Coathup. È la seconda figlia della regina Carlotta e del re Giorgio III.
- Adelaide di Sassonia-Meiningen, interpretata da Sophie Harkness. È la moglie di Gugliemo IV e futura regina consorte.
- Vittoria di Sassonia-Coburgo-Saalfeld, interpretata da Florence Dobson. È la moglie del principe Edoardo.
- Dominic Danbury, interpretato da Isaiah Ajiboye. È il figlio di Lord e Lady Danbury.
- Lord Smythe-Smith, interpretato da Lemar.
- Lady Smythe-Smith, interpretata da Nicola Alexis.
- Duca di Hastings, interpretato da Harry Omosele.
- Giorgio III d'Inghilterra (anziano), interpretato da James Fleet.

## Episodi
| Stagione       | Episodi | Pubblicazione |
| -------------- | ------- | ------------- |
| Prima stagione | 6       | 2023          |

## Produzione
La serie, composta da 6 episodi, è stata annunciata nel maggio 2021 con Shonda Rhimes è stata scelta come sceneggiatrice e direttrice creativa. Rhimes è anche produttrice esecutiva insieme a Betsy Beers, Anna O'Malley e Tom Verica. Verica ha raccontato la scelta di ispirarsi alle vicende storiche che hanno interessato la Carlotta di Meclemburgo-Strelitz:
(Tom Verica)

### Cast
Il 30 marzo 2022 è stato annunciato che Golda Rosheuvel, Adjoa Andoh, Ruth Gemmell e Hugh Sachs ricopriranno i ruoli in cui recitano nella serie originale Bridgerton. Sono stati scritturati anche India Amarteifio, Michelle Fairley, Corey Mylchreest, Arsema Thomas, Sam Clemmett, Richard Cunningham, Tunji Kasim, Rob Maloney e Cyril Nri. Nel giugno 2022 sono stati scritturati Katie Brayben e Keir Charles in ruoli ricorrenti. Un mese dopo, Connie Jenkins-Grieg si unisce al cast nel ruolo di una giovane Violet Bridgerton.

### Riprese
L'inizio delle riprese della serie era previsto per il gennaio 2022. La produzione è iniziata il 6 febbraio 2022, con il titolo provvisorio Jewels, e avrebbe dovuto concludersi nel maggio 2022. Il regista Tom Verica ha confermato l'inizio delle riprese il 28 marzo 2022. La serie si è conclusa il 30 agosto 2022. Le riprese si sono tenute presso Blenheim Palace, Belton House, Merton College, Hatfield House e Waddesdon Manor. così come Hampton Court.

## Colonna sonora
Kris Bowers, che ha composto e arrangiato le colonne sonore della prima e della seconda stagione di Bridgerton, ha lavorato anche ai due progetti di colonne sonore originali per la miniserie Queen Charlotte attraverso Sony Music. Il primo progetto, Queen Charlotte: A Bridgerton Story (Soundtrack from the Netflix Series), è stato scritto e composto da Bowers, con la co-produzione di Max Wrightson e la co-scrittura di alcuni brani da parte di Alec Sievern e Michael Dean Parsons.
Il secondo progetto, Queen Charlotte: A Bridgerton Story (Covers from the Netflix Series), si compone dalla reinterpretazione in chiave classica di brani pop e R&B tratti dalle discografie di Beyoncé, Alicia Keys, SZA, Dolly Parton e Whitney Houston. Il brano della Keys If I Ain't Got You è l'unico presente due volte all'interno dell'album, poiché presenta una seconda versione suonata e cantata dalla stessa cantante assieme alla Queen Charlotte's Global Orchestra, un'orchestra di 70 elementi composta da donne di colore, divenuto il brano colonna sonora della serie. In un'intervista rilasciata a Rolling Stone Keys ha raccontato il concepimento dell'idea per il secondo progetto:
(Alicia Keys)

### Queen Charlotte: A Bridgerton Story (Covers from the Netflix Series)
Il 4 maggio 2023 viene pubblicata la colonna sonora composta da cover di brani di Beyoncé, Alicia Keys, SZA, Dolly Parton e Whitney Houston. If I Ain't Got You - Orchestral interpretato da Keys e la Queen Charlotte's Global Orchestra è stato selezionato come brano colonna sonora. Il progetto ha esordito all'8ª posizione della classifica UK Soundtrack Albums.
Tracce
1. Kris Bowers – A Feeling I've Never Been – 3:44 (Kris Bowers, Tayla Parx)
2. Caleb Chan e Brian Chan – Halo – 2:53 (Beyoncé Knowles, Ryan Tedder, Evan Bogart, Caleb Chan, Brian Chan)
3. Vitamin String Quartet – If I Ain't Got You – 3:34 (Alicia Keys, Kris Bowers)
4. Mike Froudarakis e Alexander Leeming Froudakis – Déjà vu – 2:20 (Beyoncé Knowles, Rodney Jerkins, Delisha Thomas, Makeba, Keli Nicole Price, Shawn Carter, Kris Bowers)
5. Caleb Chan e Brian Chan – Run the World – 3:11 (Beyoncé Knowles, The-DreamTerius "The-Dream" Nash, David Taylor, Wesley Pentz, Adidja Palmer, Nick van de Wall, Caleb Chan, Brian Chan)
6. Caleb Chan e Brian Chan – Nobody Gets Me – 4:05 (Solána Rowe, Benjamin Levin, Rob Bisel, Carter Lang, Caleb Chan, Brian Chan, Arbel Bedak)
7. Vitamin String Quartet – I Will Always Love You – 4:45 (Dolly Parton, Kris Bowers)
8. Alicia Keys – If I Ain't Got You – Orchestral (feat. Queen Charlotte's Global Orchestra) – 4:54 (Alicia Keys, Kris Bowers)

## Accoglienza

### Ascolti
Dopo la prima settimana dal suo lancio, Queen Charlotte: A Bridgerton Story ha esordito alla prima posizione in 91 Paesi, tra cui Stati Uniti, Regno Unito, Australia, India, Sudafrica e Italia, e della classifica redatta da Netflix Global Weekly Top 10 delle dieci serie televisive in lingua inglese più viste sulla piattaforma in sette giorni con oltre 148,28 milioni di ore di visione. La seconda settimana ha raggiunto il picco con 158,68 milioni di ore di visione, mantenendo la prima posizione nella Global Weekly Top 10 anche nella terza settimana.

### Critica internazionale
Sul sito aggregatore di recensioni Rotten Tomatoes, il 94% delle 62 recensioni della critica sono positive, con un voto medio di 7,8 su 10. Il consenso del sito web recita: "Una storia d'amore splendente tra due dei personaggi più interessanti della saga dei Bridgerton, Queen Charlotte è uno spin-off che probabilmente perfeziona la formula della serie principale." Metacritic, che utilizza una media ponderata, ha assegnato un punteggio di 76 su 100 sulla base di 28 critiche.
Time ha inserito la serie nella classifica dei 5 migliori nuovi programmi televisivi del maggio 2023. Judy Berman della stessa rivista ha scritto che la trama "è una spiegazione ordinata che funziona bene dal punto di vista tematico, anche se non storico" e ha ritenuto che "l'Inghilterra del XVIII secolo reimmaginata dalla Rhimes ha molto in comune con gli Stati Uniti contemporanei: è una società multiculturale, ma che si trova nel mezzo di una dolorosa trasformazione".
Lucy Mangan del The Guardian ha assegnato 4 stelle su 5, definendo la serie una "splendida avventura in sei episodi di Shondaland" e "una rara eccezione alla regola dei prequel, che si spera possa portare molte delle sue giovani star sulla strada del successo", apprezzando in particolare la recitazione di Amarteifio. Nicole Vassell dell'Independent ha sottolineato che "La regina Carlotta offre tutto ciò che un fan di Bridgerton può desiderare", con "tocchi di commento sociale che si sentono rinfrescanti, piuttosto che predicatori".
La giornalista Angie Han del The Hollywood Reporter ha trovato la storia una "deliziosa sorpresa romantica", scrivendo che "Queen Charlotte è la tensione tra la fantasia di dolcezza estrema che ha reso Bridgerton così amata e il terreno più spinoso già tracciato per la coppia centrale dalla serie principale", in cui "la sfida alla fine produce uno spinoff che è più ricco e complesso della serie principale". Lorraine Ali del Los Angeles Times ha scritto che "le storie d'amore spensierate e le avventure nel letto dorato giocano ancora un ruolo da protagonista, e il prequel offre un sacco di splendidi scenari", affermando che "finalmente c'è una storia d'amore gay nel franchise di Bridgerton, forse in risposta alle critiche per la mancanza nella serie di una relazione tra persone dello stesso sesso, ma la sottotrama non sembra architettata o obbligata. Si intreccia naturalmente con tutti gli altri affari di cuore".
Alison Herman di Variety ha scritto che Queen Charlotte "offre una metafora ideale di ciò che i migliori spinoff possono fare; [...] nella sua brevità, Queen Charlotte può ridurre l'ampio insieme di "Bridgerton" in una storia più mirata". Inkoo Kang, scrittore del New Yorker, ha affermato che "questa controstoria è difficilmente convincente come rimedio a pregiudizi radicati. [...] Ma questo è anche un universo alternativo in cui i musicisti del diciottesimo secolo suonano successi pop del ventunesimo secolo e il monarca inglese in carica è di una bellezza da far accapponare la pelle, quindi sentiamoci liberi di esercitare una certa sospensione dell'incredulità".

## Controversie
Nell'aprile 2022, lo scenografo Dave Arrowsmith è stato licenziato a causa di accuse di bullismo sul set.